# Roger Honegger
Roger Honegger (Stäfa, 18 maart 1964) is een voormalig Zwitsers mountainbiker en veldrijder. In 1989 won hij in eigen land de titel bij de eerste editie van de Europese kampioenschappen mountainbike op het onderdeel cross country.

## Erelijst
1986
- 2e in Leudelange, Cyclocross

1987
- 2e in Leibstadt, Cyclocross

1988
- 2e in Zürich-Waid, Cyclocross
- Wereldkampioenschap, Cyclocross (amateurs)
- 1e in Leibstadt, Cyclocross

1989
- Europese kampioenschappen, Mountainbike
- 3e in Zwitsers kampioenschap, Cyclocross
- 2e in Roma, Cyclocross
- Wereldkampioenschap, Cyclocross (amateurs)
- 2e in Leibstadt, Cyclocross

1990
- 2e in Dagmersellen, Cyclocross
- 2e in Leibstadt, Cyclocross

1991
- 1e in Neerach, Cyclocross

1993
- 2e in Dagmersellen, Cyclocross

1995
- 3e in Zwitsers kampioenschap, Cyclocross

1996
- 2e in Breitenbach, Cyclocross